# Ursprung des Schwarzen Kochers
Koordinaten: 48° 46′ 18,9″ N, 10° 5′ 42,7″ O
Der Ursprung des Schwarzen Kochers, auch Kocherursprung genannt, ist eine Karstquelle bei Oberkochen im Ostalbkreis in Baden-Württemberg.

## Name
Auf Landkarten ist der Ursprung des Schwarzen Kochers oft mit den grammatikalisch falschen Bezeichnungen „Schwarzer Kocher Ursprung“ und „Schwarzer Kocherursprung“ eingetragen.

## Geographie

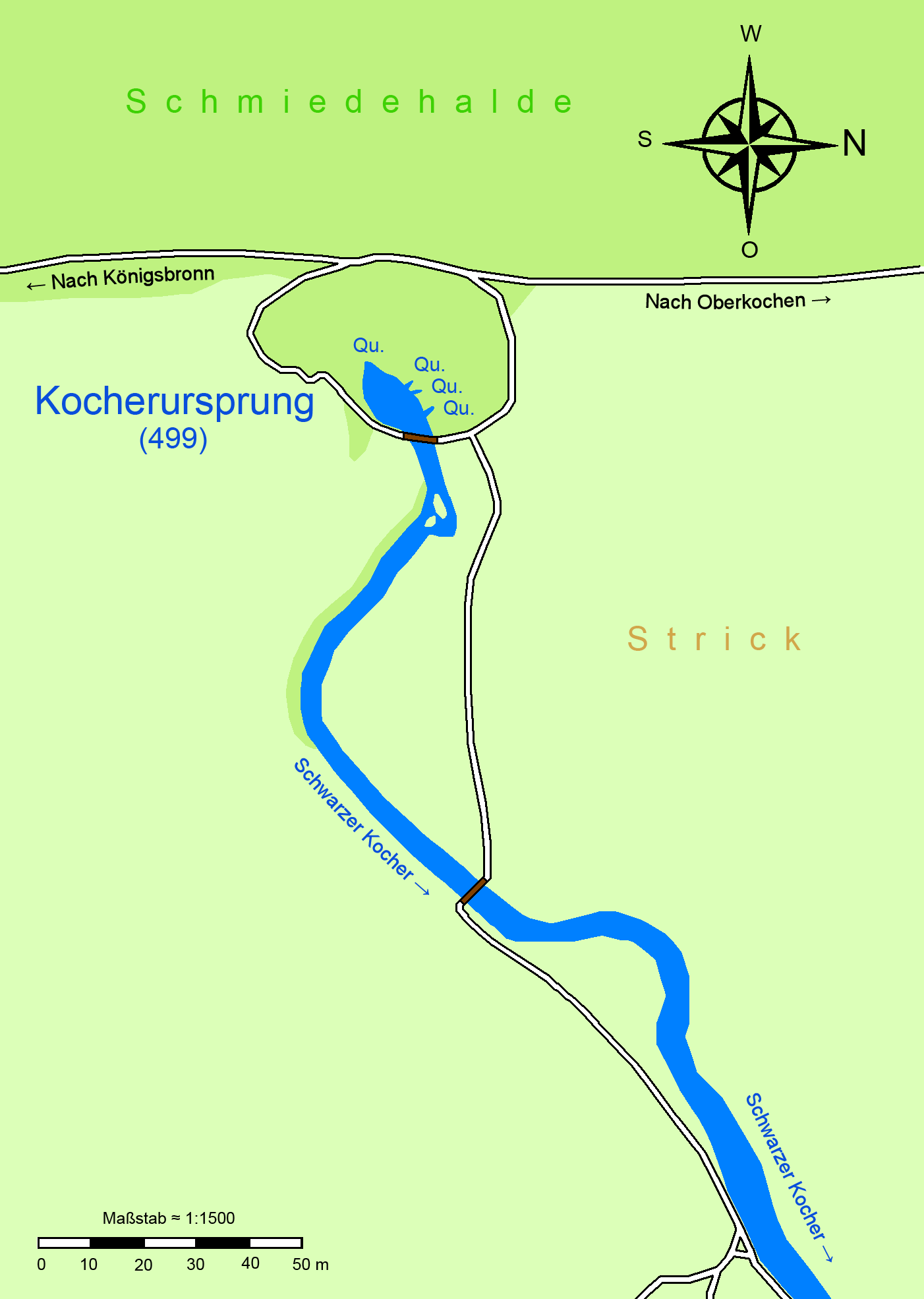
Karte des Kocherursprungs (Norden ist rechts)

Die Karstquelle liegt südlich der Stadt Oberkochen auf 499,2 m ü. NHN an den westlichen Talhängen. Der dort entspringende Kocherquellfluss fließt durch das Urbrenztal in Richtung Nordosten nach Unterkochen, wo er sich mit dem Weißen Kocher vereinigt.
Der Schwarze Kocher entspringt hier sehr dicht an der Europäischen Hauptwasserscheide – denn nur zwei Kilometer weiter südlich beginnt der Ziegelbach, welcher in Gegenrichtung über die Brenz der Donau zufließt. Durch das Tal laufen sehr nahe die Bundesstraße 19 und die Brenzbahn.
Der Ursprung des Schwarzen Kochers ist Start- und Endpunkt der Oberkochener Route des Karstquellenweges.

## Daten
Der Ursprung des Schwarzen Kochers umfasst mehrere Quellaustritte, die sich immer weiter in den Berg einschneiden. Das Quellwasser entspringt dem Hangschutt und den Wohlgeschichteten Kalken des Weißen Jura, die hier im Mittel 680 l/s schütten; je nach Jahreszeit und Witterung schwankt der Wert zwischen 50 l/s und 4000 l/s. Dieser Flussursprung ist damit die größte Karstquelle in Oberkochen.
Die wirkenden Erosionskräfte des Wassers sind an der Ursprungshalde gut erkennbar. Das Einzugsgebiet ist fast zu 100 % bewaldet und kaum besiedelt, weshalb das Wasser sehr sauber ist. Gelegentliche Trübungen bei hohem Abfluss stammen aus dem unterirdischen Kluftgrundwasserleiter.

## Umwelt und Naturschutz
Der Ursprung des Schwarzen Kochers ist ein geschütztes Naturdenkmal. Im Feuchtbiotop leben zahlreiche geschützte Pflanzen und Tierarten. Bis zum Stadtgebiet von Oberkochen erstrecken sich im Schwarzen Kocher die verschiedenen Arten sattgrünen Pflanzenpolster.

## Geschichte
Von 1551 bis 1644 stand beim Kocherursprung ein Eisenhüttenwerk. Nach dessen Zerstörung im Dreißigjährigen Krieg wurde dort von 1646 bis Mitte des 18. Jahrhunderts eine Schlackenwäsche betrieben. Dunkle Schlackenreste im Flussbett sollen der Grund für den Namen „Schwarzer Kocher“ sein.
An die frühere Eisenverhüttung erinnert auch der Name des „Schmiedesteins“ (auch: „Schmidtestein“ oder „Schmiedefels“), eine Felsgruppe direkt oberhalb des Kocherursprungs auf 620 m ü. NHN, in dem sich eine als Kulturdenkmal ausgewiesene Höhle befindet. Es handelt sich um eine Dolomitfelsgruppe im Weißen Jura, an der infolge unterschiedlicher Verwitterungsstabilität des Gesteins bizarre Formen entstanden sind.

## Bilder

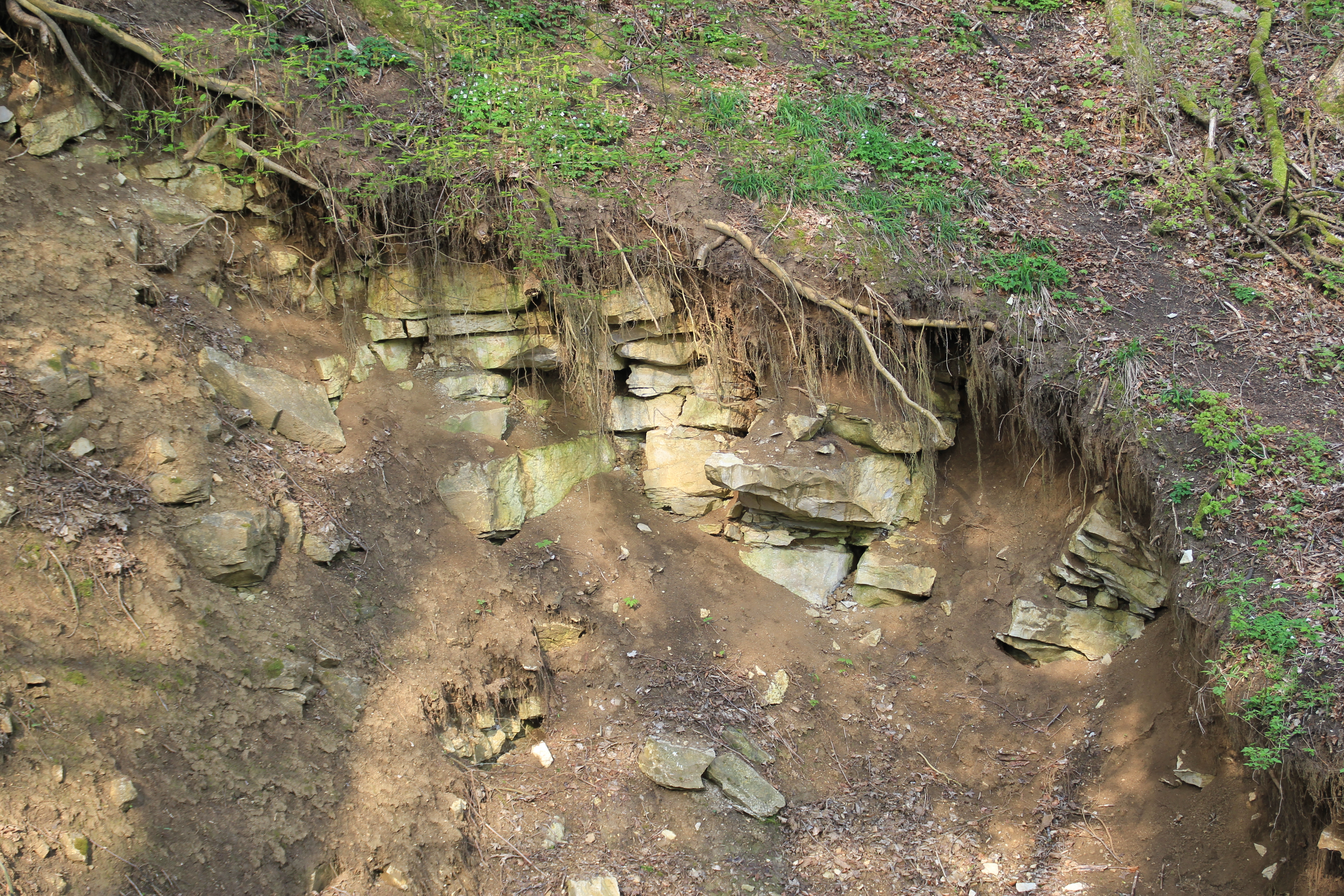
Hangschutt
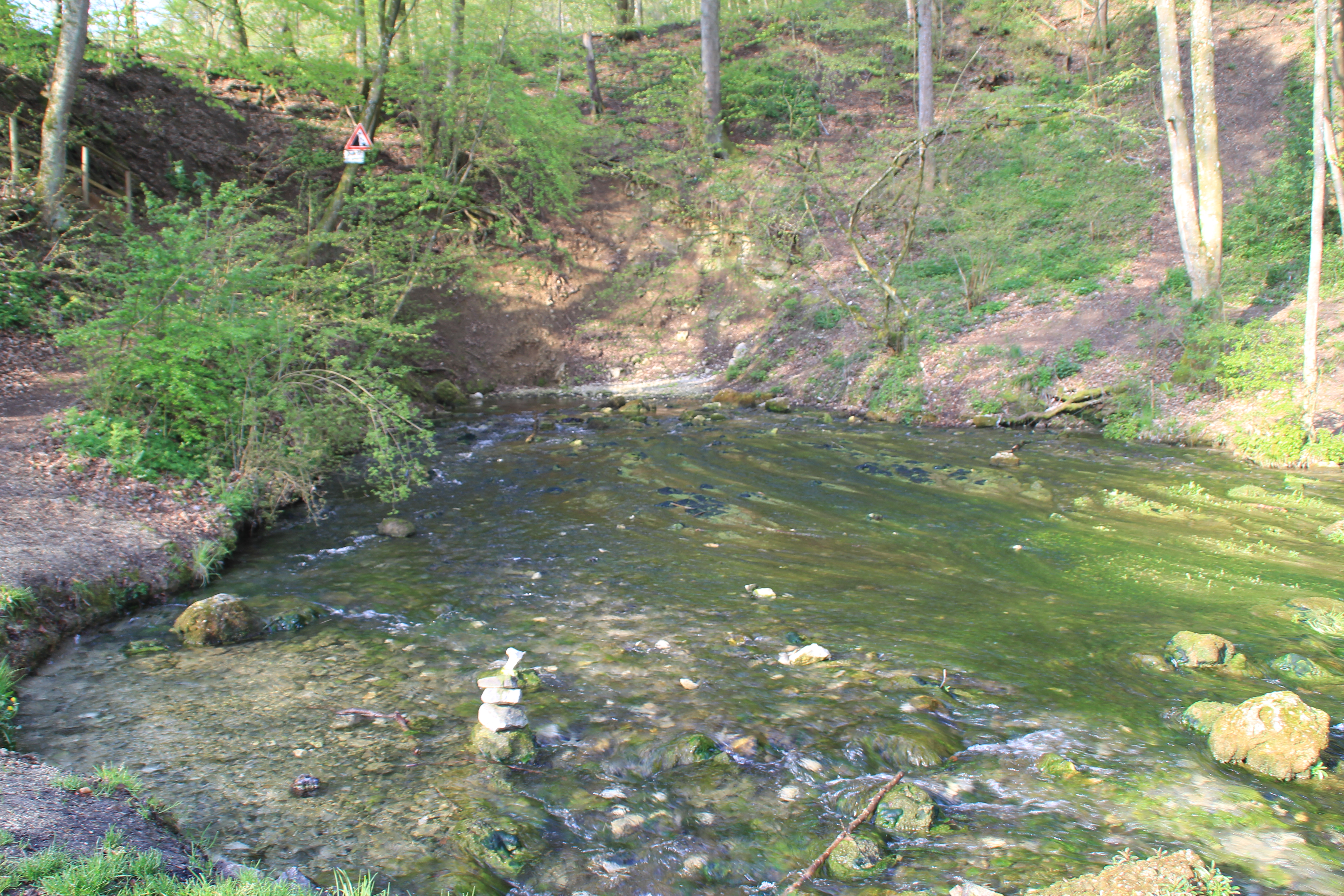
Oberer Quellaustritt
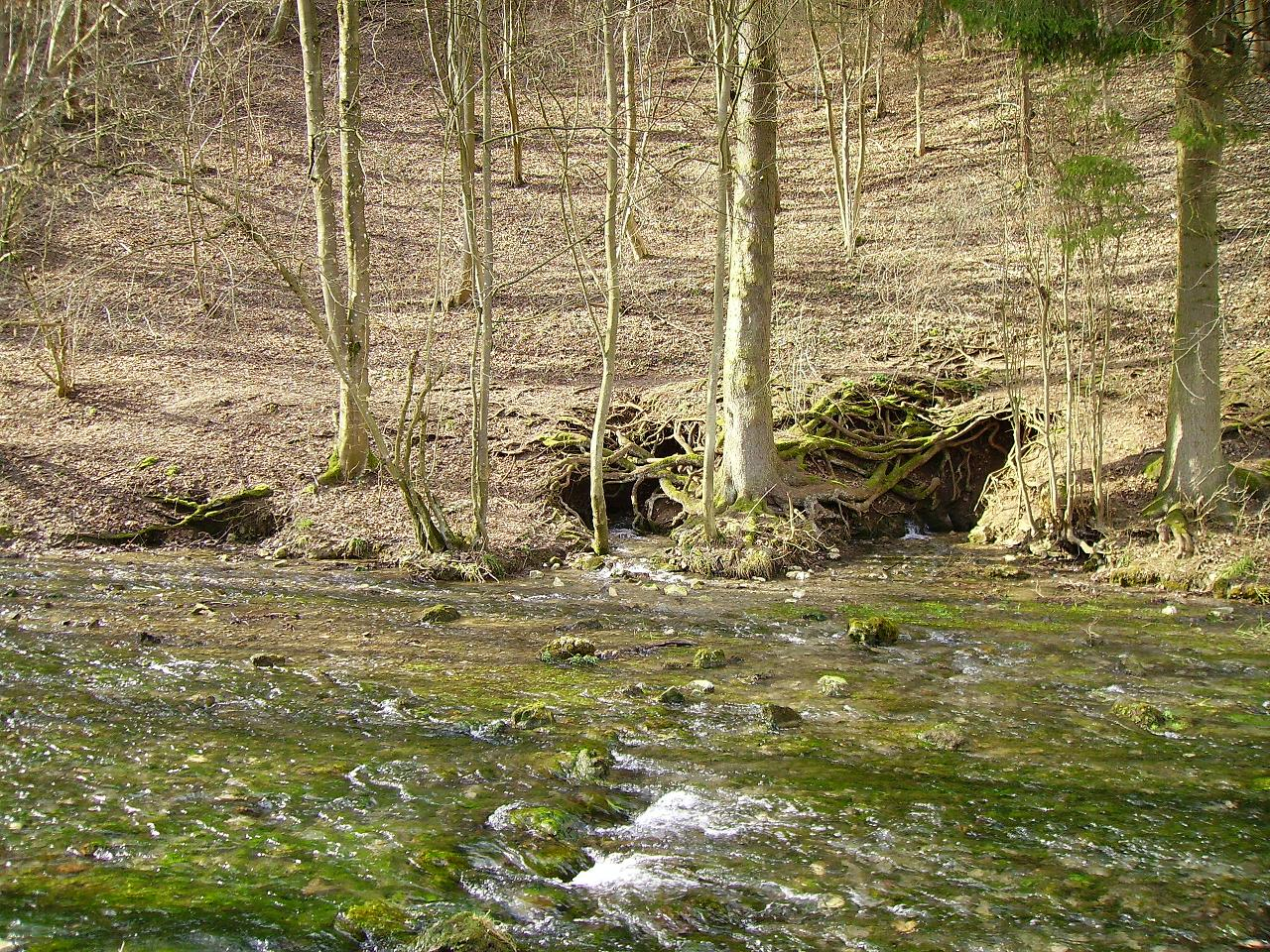
Seitliche Quellaustritte
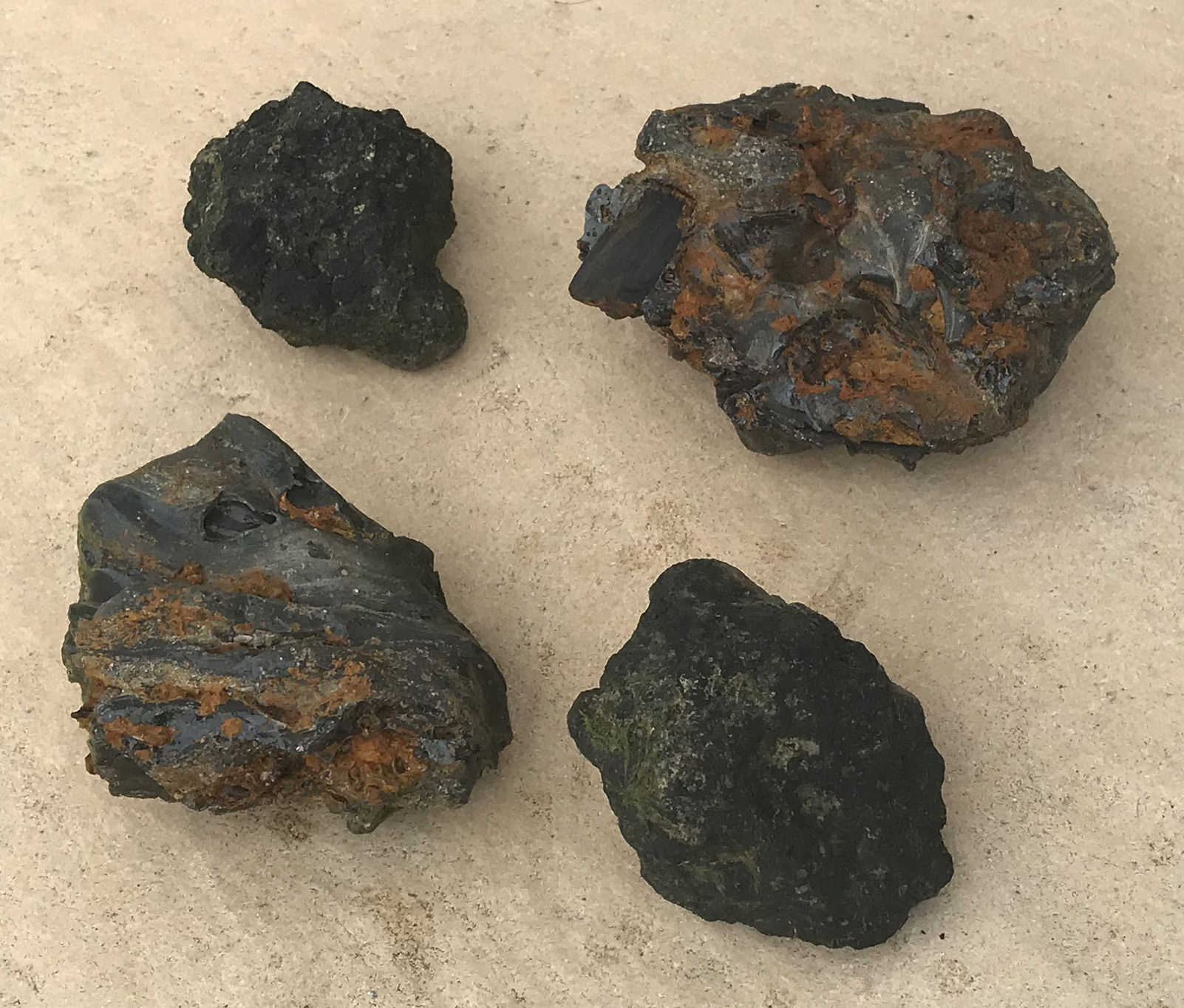
Im Flussbett gefundene schwarze Schlackenreste, teilweise mit rötlichen Eisenrückständen
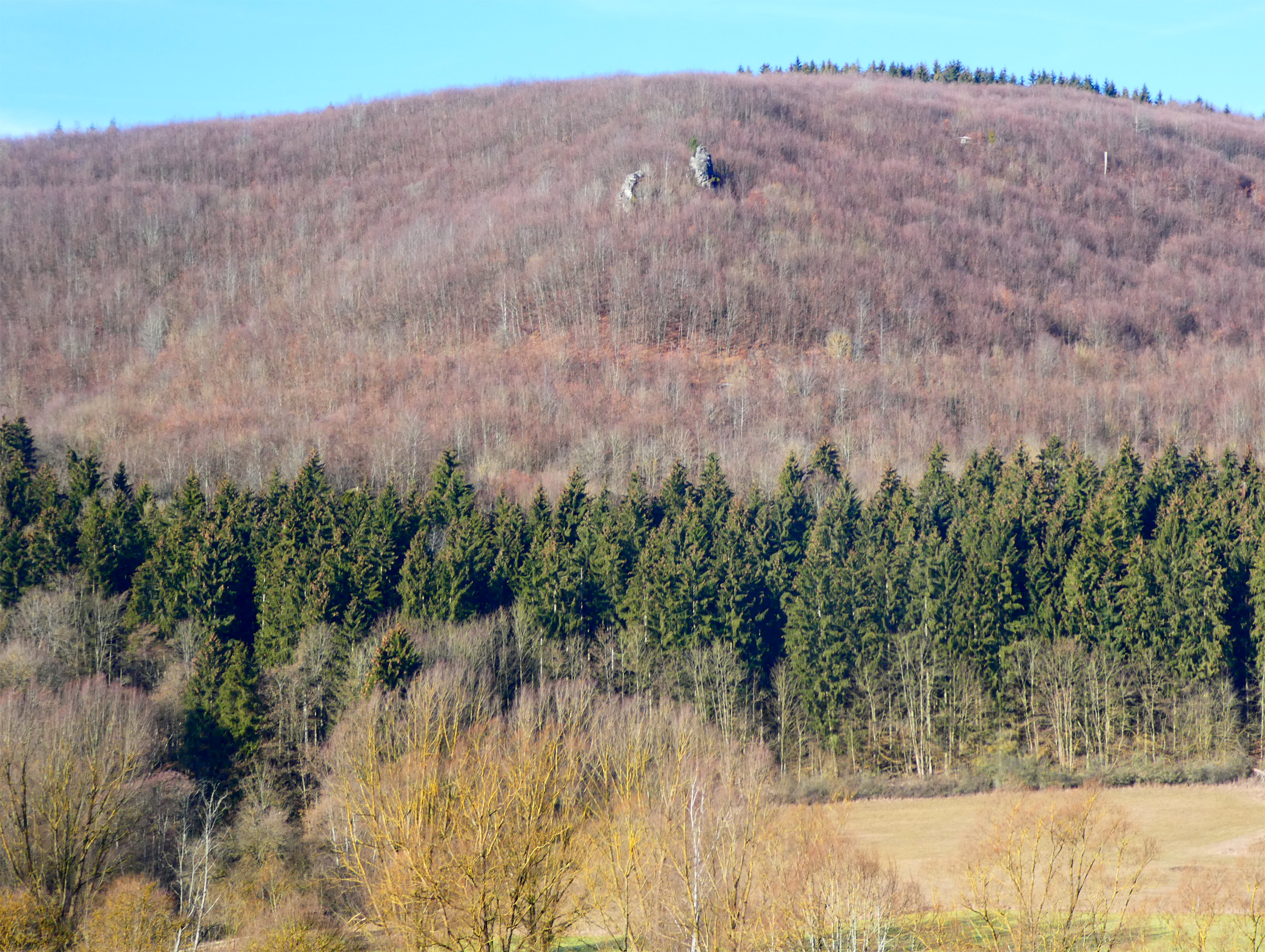
Schmiedestein, dessen Name an die frühere Eisenverhüttung am Kocherursprung unterhalb der Felsen erinnert
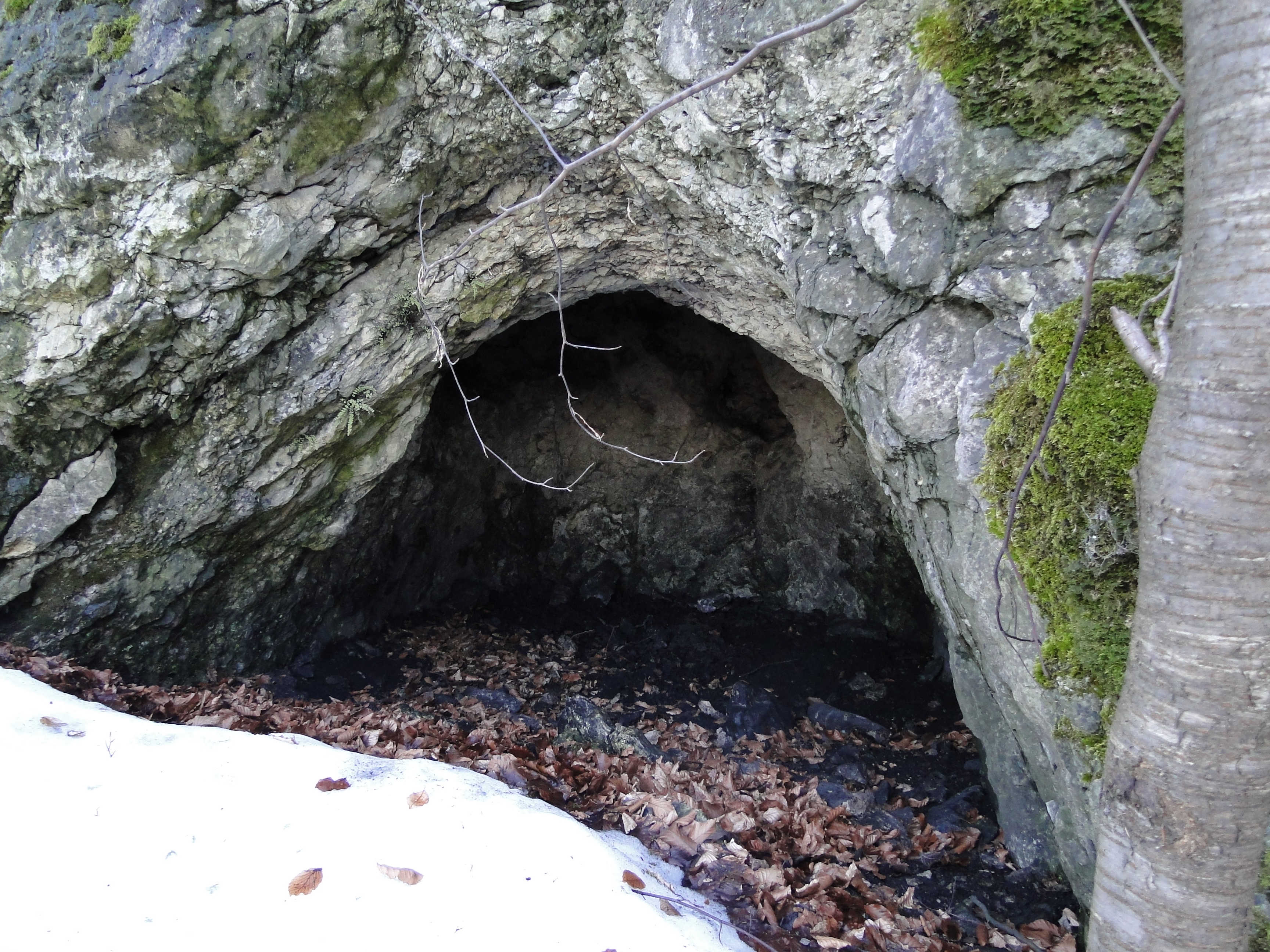
Schmiedesteinhöhle

## Weitere Quellen bei Oberkochen

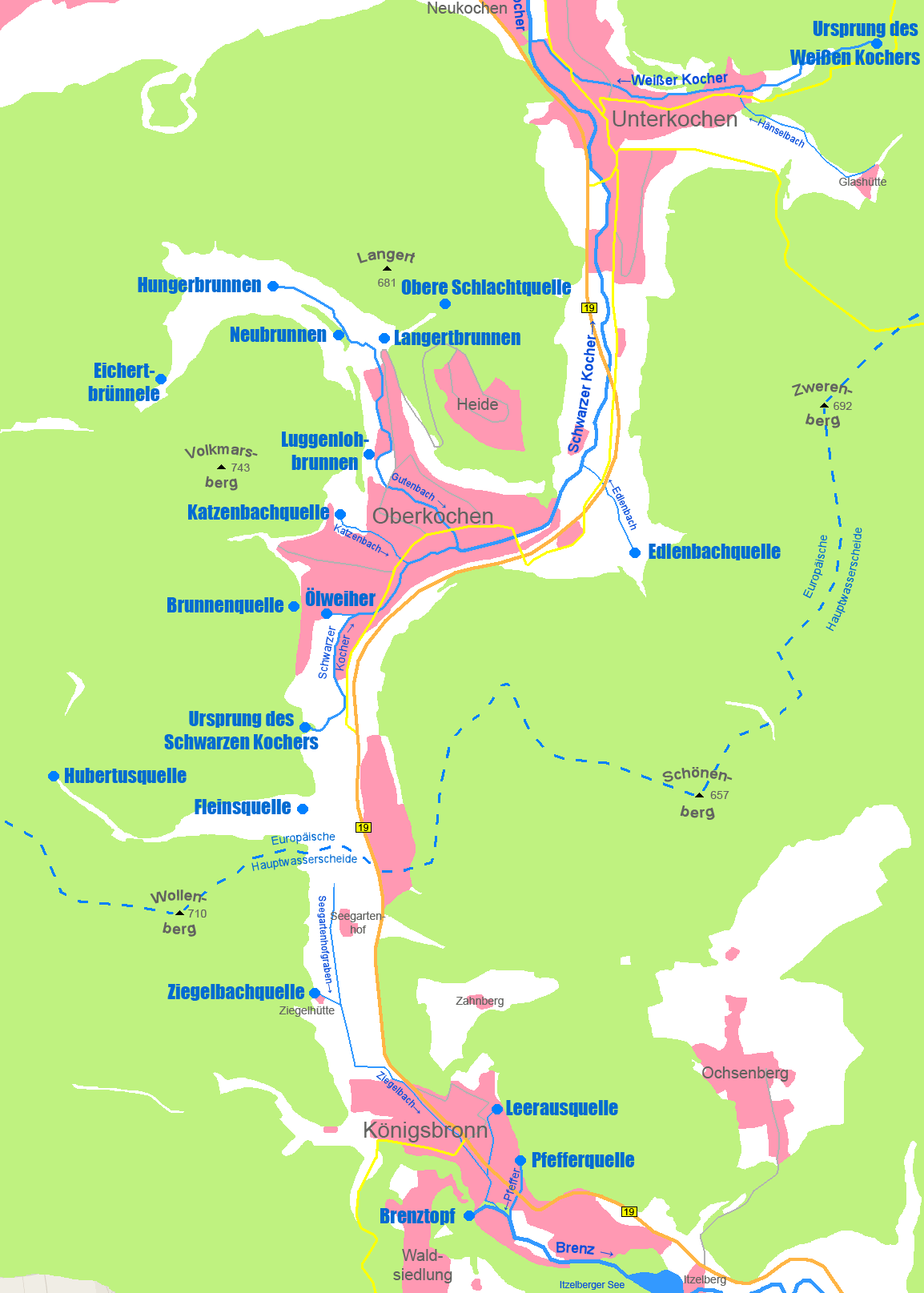
Weitere Karstquellen in der Nähe

- Brunnenquelle (in der Brunnenhalde)
- Edlenbachquelle (in der Gärtnerei im „Langen Teich“)
- Hubertusquelle (im Tiefental)
- Hungerbrunnen (im Wolfertstal)
- Katzenbachquelle (beim Städtischen Friedhof)
- Langertbrunnen (im Wolfertstal)
- Luggenlohbrunnen (im Spitztal)
- Neubrunnen (im Wolfertstal)
- Ursprung des Roten Kochers (Ölweiher)
- Ursprung des Weißen Kochers (in Unterkochen)